# Ljubit...
Ljubit... (russisk: Любить...) er en sovjetisk spillefilm fra 1968 af Mikhail Kalik og Inna Tumanjan.

## Medvirkende
- Mihail Badiceanu som Moraru
- Natalja Tjetverikova som Vera
- Aleksej Ejbozjenko
- Alisa Freyndlikh som Anna
- Valentin Nikulin